# Misty (Pokémon)
 For alternative betydninger, se Misty. (Se også artikler, som begynder med Misty)
Misty er en af hovedpersonerne i Pokémon-serien, og er i Pokémon-spillene Pokémon Red, Pokémon Blue, Pokémon Silver, Pokémon Gold, Pokémon Crystal, Pokémon LeafGreen og Pokémon FireRed leder af styrkecentret i Cerulean City i Kanto-regionen. Misty specialiserer Water (vand)-type Pokémon, hvilket er den type, hun repræsenterer i sit Styrkecenter.
I anime-serien rejser hun sammen med Ash og Brock, på eventyr rundt i Kanto- og Johto-regionerne i Pokémon verdenen.
Hendes nok mest populære Pokémon er en Togepi, en Fairy (fe)-type Pokémon, som Ash havde fundet.
Udover arbejder hun med Water-type Pokémon. Heriblandt Psyduck og Staryu.
| Anime- eller mangafigur | Spire Denne artikel om en anime- og/eller mangafigur er en spire som bør udbygges. Du er velkommen til at hjælpe Wikipedia ved at udvide den. |